# Áron a Julius
Svatí Áron a Julius byli křesťanští mučedníci zabití ve 3. či 4. století v Římské Británii.

## Mučednictví
O jejich životě nejsou známy žádné informace, jen o jejich mučednictví. Jméno Áron je hebrejského původu a mohlo by naznačovat na jedince židovského původu. Jméno Julius bylo mezi římskými vojáky v Caerleonu velmi běžné. Ačkoliv Caerleon byl hlavu vojenskou základnou v západní Británii, je možné že Áron a Julius mohli být spíše civilisté než vojáci.
Římská vojenská pevnost v Caerleonu byla sídlem Legio II Augusta a byla svědkem velkého využití během vlády císařů Septimia Severa a Caracally. Mezi circa lety 287 a 296 bylo mnoho jejích budov zničeno. Legie odešla do pevnosti Rutupiae, dnes v moderním Kentu. Vzhledem k opuštění pevnosti na konci třetího století je nepravděpodobné, že by Julius a Áron byli zabiti v rámci protikřesťanských perzekucí, ke kterým došlo na počátku čtvrtého století.
Pravděpodobnější je, že mohli být popraveni během jedné z fází protikřesťanské agitace, která v říši vypukla v polovině třetího století, zejména mezi lety 249 a 251 za císaře Decia a poté mezi lety 257 a 259 za císaře Valeriana.
Primárním pramenem o jejich životě jsou spisy svatého Gildy, který žil v 6. století. Otázkou je jak jsou informace přesné. Některá jeho tvrzení, jako např. že Hadriánův val byl postaven za vlády Septimia Severa jsou nesprávné. Podle historika Jeremyho K. Knighta jsou Gildovi informace o těchto mučednících správné.
Gildovo De Excidio et Conquestu Britanniae je prvním dochovaným pramenem, který se o nich zmiňuje. Zmiňuje zde že svatý Alban, Áron a Julius byli občané města legií, kteří obstáli mezi mnohými v hájení křesťanství a přijali mučednictví. Svatý Beda Ctihodný čerpající z informací Gildy, říká v Historia ecclesiastica gentis Anglorum že svatý Alban, občané Caerleonu Áron a Julius a mnoho dalších obou pohlaví podstoupili mnoho strašných mučení a přijali smrt.
Historici obecně uznávají Caerleon jako místo jejich mučednictví. Existují určité důkazy že mohli být umučení v Chesteru. Když se Gilda poprvé zmiňuje o Juliovi a Áronovi, říká, že byli umučeni ve „městě legií“ neboli legionum urbis. To mohlo odkazovat na řadu legionářských pevností, včetně Chesteru a Yorku.
Archeologické vykopávky v amfiteátru v Chesteru odkryly stavbu, která mohla být používána pro veřejné popravy v Diokleciánově době a možné pozůstatky raně středověkého kostela.

## Úcta
Jejich svátek se slaví 1. července.